# Ruszlan Olehovics Ponomarjov
 Ez a cikk a sakkjátszmák algebrai lejegyzését alkalmazza.
Ruszlan Olehovics Ponomarjov (ukránul: Руслан Олегович Пономарьов, oroszul: Руслан Олегович Пономарёв [Ruszlan Olegovics Ponomarjov]; Horlivka, Ukrán SZSZK, 1983. október 11. –) orosz nemzetiségű ukrán sakkozó, nemzetközi nagymester, korábbi FIDE-világbajnok, kétszeres sakkolimpiai bajnok, U12 és U18 korosztályos ifjúsági világbajnok, valamint U12 és U18 korosztályos sakk-Európa-bajnok, Ukrajna sakkbajnoka.
Addigi legfiatalabbként érte el 14 éves és 17 napos korában a nemzetközi nagymesteri címet. Minden idők legfiatalabb sakkvilágbajnoka, amely címet 18 éves és 3 hónapos korában szerezte meg, miután megnyerte a 2002-es FIDE-sakkvilágbajnokságot. Címét 2004-ben vesztette el, mivel nem indult el a 2004-es FIDE-sakkvilágbajnokságon.

## Élete és sakkpályafutása

### Kezdeti karrier
Az ukrán Horlivkában született. Ötéves korában apjától tanult meg sakkozni. Kilencéves korában már elsőosztályú sakkozó. 1993-ban költöztek át Krematorszkba, ahol nagybátyja a helyi sakk-klub vezetője volt. Első edzője unokatestvére Borisz Ponomarjov volt.
1994-ben, 10 éves korában harmadik helyezést ért el a 12 éven aluliak világbajnokságán. 1995-ben első lett az U12 korosztály Európa-bajnokságán. 1996-ban, 13 évesen első lett a 18 éven aluliak Európa-bajnokságán, a következő évben pedig a 18 éven aluliak világbajnokságán. 1999-ben tagja volt az U16 korosztályos sakkolimpián aranyérmet nyert ukrán válogatottnak.
Alig 14 évesen, 1997-ben jelölték a Sakk-Oscar-díjra, ahol a 18. legtöbb szavazatot kapta.
1998-ban, 14 éves korában sakknagymesteri címet kapott, ezzel a valaha volt legfiatalabb sakknagymester lett. Ez a rekord azóta megdőlt. 2000-ben, 16 évesen vezette a 20 éven aluliak világranglistáját.

### A világbajnoki címig
A világbajnoki címért folyó küzdelemsorozatban először 1998-ban, 15 éves korában indulhatott, és a Donyeckben rendezett zónaversenyen 1. helyezést ért el. Az 1999-es FIDE-sakkvilágbajnokság egyenes kieséses párosmérkőzései során az 1. fordulóban 1,5–0,5-re legyőzte Al Modiahkit, a 2. fordulóban azonban többszöri rájátszás után 4–2 arányú vereséget szenvedett Veszelin Topalovtól.
A 2000-es FIDE-sakkvilágbajnokságon kevésbé sikeresen szerepelt, és már az első fordulóban búcsúzni kényszerült, miután 1,5–0,5 arányú vereséget szenvedett a vietnámi Dao Tien Haitól.
2002-es FIDE-sakkvilágbajnokságon 18 évesen felért a csúcsra. A 2001-es Európa-bajnokságon holtversenyben 1. helyen végezve ezüstérmet szerzett, és ezzel az eredményével kvalifikálta magát a világbajnokságra. A 128-as főtáblán az első fordulóban a kínai Li Wenliang ellen győzött 1,5–0,5-re, majd a holland színekben induló Szergej Tyivjakovot rájátszás után 3–1-re, a bolgár Kiril Georgiev ellen 2–0 arányban győzött, és a legjobb nyolc közé jutásért az orosz Alekszandr Morozevics fölött aratott 2,5–1,5 arányú győzelmet. A legjobb négy közé az orosz Jevgenyij Barejev elleni 3–1-es győzelemmel jutott tovább, a döntőbe jutásért a szintén orosz Peter Szvidler fölött diadalmaskodott 2,5–1,5 arányban.
A világbajnokság döntőjében párosmérkőzésen 4,5–2,5 arányban verte Vaszil Ivancsukot, így minden idők legfiatalabb versenyzőjeként 18 évesen FIDE-világbajnok lett.
Szervezés alatt állt, hogy 2003 szeptemberében 14 játszmás páros mérkőzést vívjon Garri Kaszparovval Jaltában, amely mérkőzés győztese a Vlagyimir Kramnyik – Lékó Péter mérkőzés győztesével játszott volna; így a Prágai Egyezmény értelmében újra lehetett volna egyesíteni a sakkvilágbajnoki címet (hiszen 1993–2006 között párhuzamosan két világbajnok volt). Ponomarjov a mérkőzés feltételeinek több pontjával nem értett egyet, ezért a találkozó elmaradt.
Ponomarjov az izraeli sakkozókkal való szolidaritás miatt (akik nem kaptak beutazási vízumot az országba) több élsakkozóval együtt (a világranglista első 10 helyezettje közül csak ketten indultak el) nem vett részt a líbiai Tripoliban rendezett 2004-es FIDE-sakkvilágbajnokságon. Ezzel automatikusan elveszítette FIDE-világbajnoki címét, amikor Rusztam Kaszimdzsanov megnyerte a versenyt.
További világbajnoki szereplései (világkupa versenyek)
Megnyerte a 2005-ös sakkvilágkupát, ezzel jogot szerzett a 2007-es sakkvilágbajnokság világbajnokjelölti tornáján való indulásra. A világbajnokjelöltek versenyén a kvalifikációs párosmérkőzések első fordulójában azonban 3,5–2,5 arányban vereséget szenvedett Szergej Rublevszkijtől, így kiesett a további versengésből.
A 2007-es sakkvilágkupa versenysorozaton a negyeddöntőben kapott ki a későbbi győztes Gata Kamskytól.
A 2009-es sakkvilágkupa versenysorozaton egészen a döntőig jutott, ahol többszöri rájátszás után csak a villámpartik döntöttek, és Borisz Gelfand ezekkel nyert 7–5 arányban. A Grand Prix sorozaton csak egy versenyen játszott, 2010-ben Asztrahányban, azon a 2. helyet szerezte meg, de az összesített pontversenyben ez nem volt elegendő a továbbjutó helyek valamelyikéhez.
A 2011-es sakkvilágkupa az elődöntőig jutott, és ott a későbbi győztes Peter Szvidlertől kapott ki 1,5–0,5 arányban. A harmadik helyért folyó mérkőzésen 2,5–1,5 arányban alulmaradt Vaszil Ivancsuk ellenében.
A 2013-as sakkvilágkupán már a 2. fordulóban kiesett, miután többszöri rájátszás után 5–4 arányban kikapott az orosz Daniil Dubovtól. A 2013-as Grand Prix versenysorozaton sem sikerült a világbajnokjelöltek versenyébe továbbjutás, mert összesítésben csak a 11. helyet szerezte meg.

### Kimagasló versenyeredményei
2002-ben a kimagaslóan erős (2732 átlag-Élő-pontszámú) linaresi sakkversenyen 2. helyezést ért el Garri Kaszparov mögött.
2005-ben megnyerte a szintén erős (2642 átlagpontszámú) pamplonai nemzetközi versenyt. 2005. novemberben az „Ember Gép Ellen Csapatvilágbajnokságon” ő volt az egyetlen ember, aki játszmát nyert számítógép ellen. Áldozata a Hydra volt.
2006-ban holtversenyben Levon Aronjánnal és Lékó Péterrel az első helyen végzett a 2727-es átlagpontszámú Tal-emlékversenyen. 2009-ben Hikaru Nakamurával holtversenyben első helyezést ért el a Donostia Chess Festivalon San Sebastianban.
2010-ben egy pont előnnyel a mezőny előtt nyerte a 2731-es erősségű dortmundi Sparkassen-versenyt. 2011-ben 2853-as teljesítményértékkel nyerte meg Ukrajna történetének addigi legerősebb sakkbajnokságát.
2012-ben a 2. helyen végzett a 13. Anatolij Karpov nemzetközi versenyen, 2013-ban holtversenyben az első helyen végzett Ukrajna bajnokságán, 2014-ben holtversenyben 3–4. Danzhouban a szupernagymester-versenyen.

## Csapateredményei

### Olimpiai szereplései
1998–2016 között nyolc sakkolimpián vett részt Ukrajna válogatott csapatában. Ezeken csapatban két arany- (2004, 2010), egy ezüst- (2016) és három bronzérmet szerzett (1998, 2000, 2012). Egyéni teljesítménye alapján egy aranyérmet (2000) és egy ezüstérmet (1998) nyert.

### Sakkcsapat világbajnokság
Három alkalommal szerepelt Ukrajna válogatottjában a sakkcsapat világbajnokságon. Ezeken csapatban egy arany (2001) és egy ezüstérmet (2015), egyéni eredményei alapján két aranyérmet szerzett (2001, 2005).

### Sakkcsapat Európa-bajnokság
Három alkalommal játszott Ukrajna válogatottjában a sakkcsapat Európa-bajnokságon, amelyek közül egyéni teljesítménye alapján 2003-ban ezüstérmet szerzett.

### Csapatbajnokságok
Pályafutása során eredményesen szerepelt az orosz, az ukrán, a cseh és a kínai csapatbajnokságokban is. Az orosz Premier Ligában az ShK Tomsk csapatával 2011-ben ezüst, 2012-ben aranyérmet nyert, 2011-ben egyéni eredménye az 1. táblán a mezőnyben a legjobb volt; az ukrán bajnokságban 2007-ben a Keystone Kyiv, 2009-ben a PVK Kyiv csapatával aranyérmet, 2000-ben az A.V. Momot Chess Club Donetsk region csapatával bronzérmet szerzett. Egyéni teljesítménye alapján 2000-ben és 2009-ben az 1. táblán a második legjobb eredményt érte el. A cseh Extra Ligában a Výstaviště Lysá nad Labem csapatában szerepelt néhány játszma erejéig 2012–2015 között. A csapat legjobb eredménye a 2015-ben szerzett bronzérem volt. 2013-ban a kínai csapatbajnokságban a Jiangsu city csapatában játszott négy mérkőzést.

## Játékstílus
Világossal játszott partijai túlnyomó részében 1. e4-et húz. Sötéttel 1. e4 ellen 1. … – e5-öt és 1. … – c5-öt is játszik. 1. d4-re az elfogadott vezércselt, a vezérindiai védelmet, és a királyindiai védelmet választja. Pályafutása korábbi részében terítékre került a Benkő-Volga csel és a Pirc-Ufimcev védelem is, bár ezek 2003 tájékán repertoárjából kikerültek.

## Játékereje
A 2017. áprilisban kiadott FIDE-világranglistán a 39. helyet foglalta el, 2709 Élő-ponttal, rapidsakkban a pontértéke 2711, villámsakkban 2711. Valaha volt legmagasabb értékszáma 2764, a 2011. júliusban kiadott lista szerint, legjobb helyezése a világranglistán a 6. helyezés volt, amelyet 2002. áprilisban és 2006. áprilisban ért el.

## Emlékezetes játszmái
|    | |    |    |    |    |    |    |
|    | \| \| \| \| \| \| \| \| \| \| \| \| \| \| \| \| \| \| \| \| \| \| \| \| \| \| \| \| \| \| \| \| \| \| \| \| \| \| \| \| \| \| \| \| \| \| \| \| \| \| \| \| \| \| \| \| \| \| \| \| \| \| \| \| \| \| \| \| \| \| \| \| |    |    |    |    |    |    |
|    | |    |    |    |    |    |    |
| a8 | b8 | c8 | d8 | e8 | f8 | g8 | h8 |
| a7 | b7 | c7 | d7 | e7 | f7 | g7 | h7 |
| a6 | b6 | c6 | d6 | e6 | f6 | g6 | h6 |
| a5 | b5 | c5 | d5 | e5 | f5 | g5 | h5 |
| a4 | b4 | c4 | d4 | e4 | f4 | g4 | h4 |
| a3 | b3 | c3 | d3 | e3 | f3 | g3 | h3 |
| a2 | b2 | c2 | d2 | e2 | f2 | g2 | h2 |
| a1 | b1 | c1 | d1 | e1 | f1 | g1 | h1 |

| a8 | b8 | c8 | d8 | e8 | f8 | g8 | h8 |
| a7 | b7 | c7 | d7 | e7 | f7 | g7 | h7 |
| a6 | b6 | c6 | d6 | e6 | f6 | g6 | h6 |
| a5 | b5 | c5 | d5 | e5 | f5 | g5 | h5 |
| a4 | b4 | c4 | d4 | e4 | f4 | g4 | h4 |
| a3 | b3 | c3 | d3 | e3 | f3 | g3 | h3 |
| a2 | b2 | c2 | d2 | e2 | f2 | g2 | h2 |
| a1 | b1 | c1 | d1 | e1 | f1 | g1 | h1 |

Ponomarjov–Kramnyik, Dortmund (2010) 1–0 katalán megnyitás, (ECO E00)
1. d4 Hf6 2. c4 e6 3. g3 Fb4+ 4. Fd2 Fe7 5. Fg2 d5 6. Hf3 O-O 7. O-O c6 8. Vc2 b6 9. Bd1 Fa6 10. He5 Vc8 11. Hc3 Hbd7 12. Bac1 Hxe5 13. dxe5 Hd7 14. cxd5 cxd5 15. Ff4 g5 (diagram) 16. Fxd5 exd5 17. Hxd5 Vd8 18. Hc7 Bc8 19. e6 fxe6 20. Vc6 Ve8 21. Vxe6+ Vf7 22. Vxf7+ Kxf7 23. Hxa6 gxf4 24. Bxc8 Bxc8 25. Bxd7 Bc2 26. Hb4 Bxb2 27. Hc6 Bxe2 28. Bxa7 f3 29. h4 h5 30. Bxe7+ Bxe7 31. Hxe7 Kxe7 32. g4 hxg4 33. Kh2 Ke6 34. Kg3 Kf5 35. a4 Ke4 36. Kxg4 1-0
Ponomarjov–Szokolov, (2007) 1–0 elfogadott vezércsel, Greco-változat, (ECO D20)
1. d4 d5 2. c4 dxc4 3. e4 b5 4. a4 c6 5. axb5 cxb5 6. Hc3 Fd7 7. Hf3 e6 8. Fe2 Hf6 9. O-O Fe7 10. d5 exd5 11. exd5 Vb6 12. Ff4 Fc5 13. Fxc4 bxc4 14. Ve2+ Kf8 15. He5 Ff5 16. Ha4 Vb5 17. Hxc5 Vxc5 18. Hxc4 Vd4 19. Fe5 Fd3 20. Vd2 Vxd5 21. Bfd1 Vxc4 22. Bac1 Va6 23. Fxf6 Hd7 24. Fc3 Fb5 25. Vg5 Hf6 26. Vc5+ Kg8 27. Fxf6 h6 28. Fc3 Be8 29. Bd6 Vb7 30. Vf5 Ve7 31. Vxb5 1-0
Ponomarjov–Gyimesi, (2005) 1–0 spanyol megnyitás, Morphy-védelem (ECO C95)
1. e4 e5 2. Hf3 Hc6 3. Fb5 a6 4. Fa4 Hf6 5. O-O Fe7 6. Be1 b5 7. Fb3 O-O 8. c3 d6 9. h3 Hb8 10. d4 Hbd7 11. Hbd2 Fb7 12. Fc2 Be8 13. Hf1 Ff8 14. Hg3 g6 15. Fg5 h6 16. Fd2 Fg7 17. a4 c5 18. d5 c4 19. b4 cxb3 20. Fxb3 Hc5 21. c4 bxc4 22. Fxc4 Vc7 23. Ve2 Beb8 24. a5 Fc8 25. Fe3 Hfd7 26. Bec1 Kh7 27. He1 Ff6 28. Hf3 Vd8 29. Vd2 Fg7 30. h4 h5 31. Hg5+ Kg8 32. Ba3 Ve7 33. Vd1 Ba7 34. Bac3 Bc7 35. Fe2 Bb4 36. Hxh5 gxh5 37. Fxh5 f6 38. Ff7+ Kf8 39. He6+ Kxf7 40. Hxg7 Kxg7 41. Vh5 Bxe4 42. Fh6+ Kh8 43. Bg3 1-0
|    | |    |    |    |    |    |    |
|    | \| \| \| \| \| \| \| \| \| \| \| \| \| \| \| \| \| \| \| \| \| \| \| \| \| \| \| \| \| \| \| \| \| \| \| \| \| \| \| \| \| \| \| \| \| \| \| \| \| \| \| \| \| \| \| \| \| \| \| \| \| \| \| \| \| \| \| \| \| \| \| \| |    |    |    |    |    |    |
|    | |    |    |    |    |    |    |
| a8 | b8 | c8 | d8 | e8 | f8 | g8 | h8 |
| a7 | b7 | c7 | d7 | e7 | f7 | g7 | h7 |
| a6 | b6 | c6 | d6 | e6 | f6 | g6 | h6 |
| a5 | b5 | c5 | d5 | e5 | f5 | g5 | h5 |
| a4 | b4 | c4 | d4 | e4 | f4 | g4 | h4 |
| a3 | b3 | c3 | d3 | e3 | f3 | g3 | h3 |
| a2 | b2 | c2 | d2 | e2 | f2 | g2 | h2 |
| a1 | b1 | c1 | d1 | e1 | f1 | g1 | h1 |

| a8 | b8 | c8 | d8 | e8 | f8 | g8 | h8 |
| a7 | b7 | c7 | d7 | e7 | f7 | g7 | h7 |
| a6 | b6 | c6 | d6 | e6 | f6 | g6 | h6 |
| a5 | b5 | c5 | d5 | e5 | f5 | g5 | h5 |
| a4 | b4 | c4 | d4 | e4 | f4 | g4 | h4 |
| a3 | b3 | c3 | d3 | e3 | f3 | g3 | h3 |
| a2 | b2 | c2 | d2 | e2 | f2 | g2 | h2 |
| a1 | b1 | c1 | d1 | e1 | f1 | g1 | h1 |

Ponomarjov–Gelfand, (2008) 1–0 orosz játék, Nimzovics-támadás, (ECO C42)
1. e4 e5 2. Hf3 Hf6 3. Hxe5 d6 4. Hf3 Hxe4 5. Hc3 Hxc3 6. dxc3 Fe7 7. Fe3 Hd7 8. Vd2 He5 9. O-O-O O-O 10. h4 Be8 11. h5 Fg4 12. Fe2 Vc8 13. h6 g6 (diagram) 14. Hxe5 Fxe2 15. Hxg6 Fxd1 16. Vd4 f6 17. Vd5+ 1-0
Ponomarjov–Fritz (számítógép), (2005) 1–0 indiai játék (ECO A45)
1. d4 Hf6 2. c3 d5 3. Ff4 Ff5 4. e3 e6 5. Vb3 Hbd7 6. Vxb7 Fd6 7. Fxd6 cxd6 8. Va6 Bb8 9. Va3 Vb6 10. b4 O-O 11. Hd2 e5 12. Hgf3 Vc7 13. Fa6 e4 14. Hg1 Bb6 15. Bc1 Hb8 16. Fe2 Bc8 17. Fd1 Fd7 18. He2 Fb5 19. O-O Hbd7 20. Hb3 h5 21. Be1 h4 22. h3 Bb7 23. Ha5 Bbb8 24. Fa4 a6 25. Fb3 Hb6 26. Vb2 Vd7 27. a3 Bc7 28. Va2 Bbc8 29. Hf4 Vf5 30. a4 Fd3 31. g4 hxg3 32. fxg3 g5 33. g4 Vh7 34. Hh5 Hxh5 35. gxh5 Vxh5 36. Vh2 Vh4 37. Kg2 Bxc3 38. Bxc3 Bxc3 39. Vg3 Fc2 40. Vxh4 gxh4 41. Bc1 Bxb3 42. Hxb3 Fxb3 43. a5 Hc4 44. b5 Fa4 45. bxa6 Fc6 46. a7 Kg7 47. a6 Fa8 48. Bb1 1-0